# آپوجیرکا پونتا
آپوجیرکا پونتا (به اسپانیایی: Apujirca Punta) یک کوه در پرو است که در منطقه اوانوکو واقع شده‌است. آپوجیرکا پونتا ۴٬۲۰۰ متر بالاتر از سطح دریا واقع شده‌است.